# Catandica
Catandica (ehemals Vila Gouveia) ist eine Kleinstadt in Mosambik mit etwa 29.000 Einwohnern (2008).

## Geographie
Catandica befindet sich im Distrikt Bárue (Provinz Manica), rund 30 Kilometer von der Grenze zu Simbabwe und 300 Kilometer von Beira entfernt auf 536 m Höhe. Der Distrikt hat seinen Namen von dem alten Königreich Barue.

## Geschichte
Der Ort wurde 1915 gegründet und hieß seit 1924 Vila Gouveia. Erst nach der Unabhängigkeit Mosambiks wurde er 1976 in Catandica umbenannt.